# Симапан
Симапан (исп. Zimapán) — небольшой город и административный центр одноимённого муниципалитета в мексиканском штате Идальго. Численность населения, по данным переписи 2010 года, составила 13 243 человека.

## История
Город был основан испанскими колонистами в 1522 году.

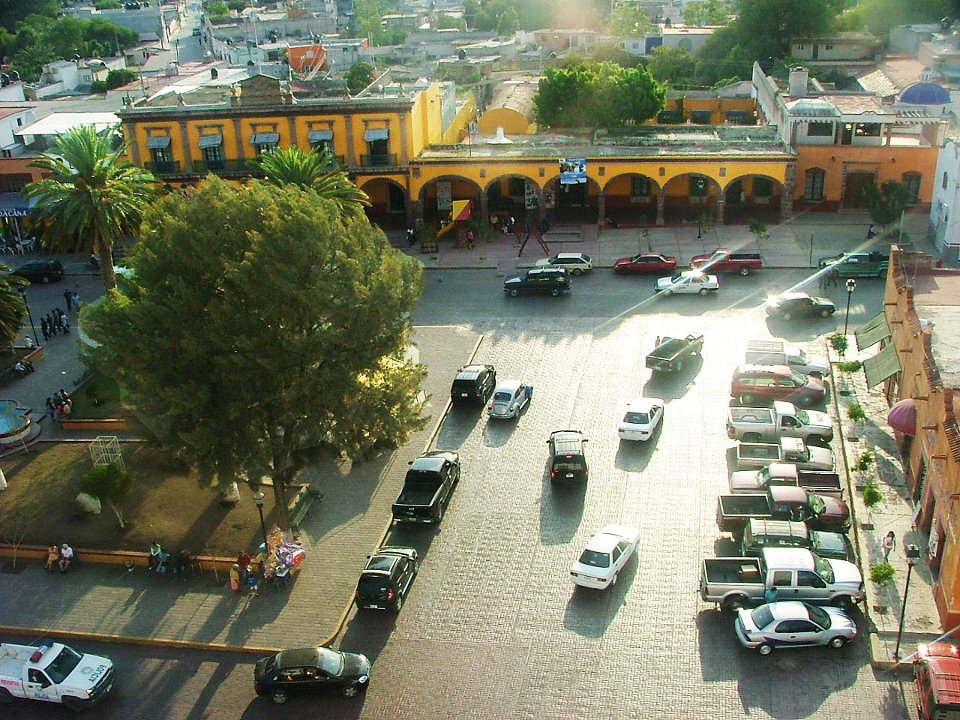
Центральная площадь